# Уитфорд, Брэд
Брэдли Эрнест Уитфорд (англ. Bradley Ernest Whitford; 23 февраля 1952, Уинчестер, Массачусетс, США) — американский музыкант, гитарист рок-группы Aerosmith.

## Биография
Уитфорд окончил старшую школу Рединга (Массачусетс) в 1970 году. Некоторое время посещал музыкальный колледж Беркли, затем играл в местных группах Cymbals of Resistance, Teapot Dome, Earth, Inc., Justin Thyme, после чего присоединился в 1971 году к Aerosmith, вместо гитариста Рэя Табано. Группа стала одной из самых успешных в 1970-е годы. Однако после череды не самых удачных альбомов в конце 1970-х годов, Уитфорд в 1981 году покинул группу, чтобы начать собственный проект Whitford/St. Holmes с вокалистом Дереком Сент-Холмсом. Сотрудничество музыкантов окончилось после выпуска единственного альбома Whitford/St. Holmes (1981).
Уитфорд недолго гастролировал в составе The Joe Perry Project, где играл вместе с другим бывшим участником Aerosmith, Джо Перри. В 1984 году они оба вернулись в Aerosmith. Во второй половине 1980-х все участники группы прошли курс реабилитации от наркотической зависимости, в том числе Уитфорд лечился от алкоголизма. До настоящего времени он остаётся трезвенником и активным участником группы.
Уитфорд также продюсировал бостонскую группу The Neighborhoods, которую возглавлял ярый поклонник Aerosmith, Дэвид Минеан. В 1994 году, когда Уитфорд был вынужден вернуться домой во время азиатского турне, Минеан подменял его в составе Aerosmith на концертах в Японии.
Летом 2009 года Уитфорд на месяц пропустил начало летнего турне Aerosmith из-за операции, проведённой по поводу травмы головы. Голову он повредил, выбираясь из собственного Ferrari.
В 2010 году Уитфорда назвали в числе гитаристов, участвующих в турне Experience Hendrix. Музыкант сыграл несколько песен из репертуара Джими Хендрикса вместе с Джо Сатриани, Sacred Steel, Джонни Лэнгом, Эриком Джонсоном, Кенни Шеппардом, Эрни Айли, Living Colour, Хьюбертом Самлином, Крисом Лэйтоном и бас-гитаристом Билли Коксом.
Вместе с Джо Перри Уитфорд был включен в книгу «100 величайших гитаристов всех времён», выпущенной в 2007 году журналом Guitar World.
В ноябре 2015 года на 10 концертов был возобновлён дуэт Whitford/St. Holmes, в результате был выпущен концертный альбом Reunion (2015).

## Музыкальный стиль
В качестве гитариста Aerosmith более известен Джо Перри, а в качестве композитора — Стивен Тайлер. Тем не менее, Уитфорд также внёс значительный вклад в репертуар группы. Он был совавтором таких песен как «Last Child», «Nobody's Fault» и «Round and Round». Его гитара ведёт в композициях «Sick as a Dog» и «Back In the Saddle» (в ней Перри играет на шестиструнной бас-гитаре), «Last Child», «You See Me Crying» и «Home Tonight». Вместе с Джо Перри ему принадлежащих основная партия в «Train Kept A-Rollin» и «Love in an Elevator». Во время возвращения группы в конце 1980-х Уитфорд был соавтором песен «Permanent Vacation» и «Hoodoo/Voodoo Medicine Man» и иногда исполнял ведущую партию в новых композициях и во время концертов. 
О своей менее значимой роли в создании песен Уитфорд сказал: «Я не считаю себя очень плодовитым автором. Я могу писать музыку с другими людьми, если в этом они лучше меня. Я сам не могу создать песню. Это очень трудно. Почему тех, кто может сочинять, так мало и их так трудно найти. Я, конечно, не из их числа. Больше гитарист, больше тот, кто придумывает много риффов и ходов для новой песни. Но написать текст и придумать мелодию — этого не будет».
Стивен Тайлер, вокалист Aerosmith, оценивал двух гитаристов группы так: «Джо [Перри] — самоучка, и его игра идет от чистой эмоции. Нельзя сказать, что Брэд [Уитфорд] этим обделён,но его стиль более академичен».
Слэш, ведущий гитарист Guns N' Roses, назвал Уитфорда источником своего вдохновения: «Я отождествлял себя с Джо Перри по образу и звуку, но гитарные соло — это полностью Брэд Уитфорд, и его влияние на мой стиль гораздо сильнее, чем можно представить».

## Инструменты
В настоящее время Уитфорд использует большое разнообразие цельнокорпусных гитар, в том числе использующие систему тремола Флойда Роуза: Gretschs, серию Floyd Rose Discovery, Shoreline Gold,  Melancon Pro Artist, Gibson Les Paul Goldtop и разные модели Stratocaster. На концертах Aerosmith  Уитфорд продолжает играть на винтажных Fender Stratocasters и Gibson Les Paul.
В 1970-е Уитфорд и Джо Перри использовали агрессивно оформленные BC Rich (Уитфорд предпочитал неокрашенный BC Rich Eagle, в то время как Перри часто играл на красной BC Rich Bich).
Уитфорд создал собственную компанию по производству гитарных усилителей — 3 Monkeys Amplification. На концертах он использует многие продукты этой фирмы. Кроме того, он также использует усилители Paul Reed Smith.